# Ski Mask the Slump God
Ski Mask the Slump God, pseudonimo di Stokeley Clevon Goulbourne (Fort Lauderdale, 18 aprile 1996), è un rapper statunitense.
È ritenuto uno degli artisti più talentuosi della new school statunitense, grazie alla sua versatilità e al suo carisma gioviale. Il suo successo è legato principalmente alla piattaforma online SoundCloud.
È noto soprattutto per le collaborazioni con il rapper XXXTentacion e il loro collettivo Members Only. Ha iniziato a guadagnare popolarità nel 2017 in seguito all'uscita dei suoi brani Catch Me Outside e Babywipe, entrambi certificati Oro dalla RIAA.
Il mixtape di Goulbourne Beware the Book of Eli è stato pubblicato nel maggio 2018 e ha raggiunto la posizione numero 50 nella classifica Billboard 200. Il 18 novembre, Goulborne ha caricato la copertina del suo album di debutto Stokeley sui social media, che è stato rilasciato il 30 novembre 2018.

## Biografia
Stokeley Clevon Goulbourne è nato il 18 aprile 1996 a Fort Lauderdale, in Florida. Ha origini in Lauderhill, sempre in Florida, ed è un discendente giamaicano.
Goulbourne è cresciuto ascoltando rapper come Busta Rhymes, Missy Elliott, Wu-Tang Clan, Lil Wayne e altri. Ha detto che i suoi genitori spesso suonavano musica giamaicana in giro per casa. Il padre di Goulbourne, un rapper che si faceva chiamare Sin City, avrebbe spesso costretto il figlio a concentrarsi sulla scrittura della propria musica rap, cosa che fece a malincuore Nel 2013, Goulbourne è stato inviato in un centro di detenzione minorile per possesso di marijuana. Nel carcere incontrò anche XXXTentacion. I due sono diventati amici e hanno collaborato spesso insieme nelle canzoni, dopo che fu rilasciato dalla detenzione. Attualmente risiede a New York. Ha avuto anche una condizione cardiaca che ha richiesto un intervento chirurgico nel marzo 2018.

### Gli inizi e i primi singoli
Gouldbourne scoprì il suo talento per il rap durante la detenzione in un carcere minorile, nel 2014. cominciò a registrare e pubblicare musica nel 2015, sulla piattaforma online SoundCloud. Registrò la sua prima canzone nella sua camera da letto, con un microfono Blue Snowball, che comprò su Ebay, e il suo laptop. La canzone fu prodotta dal suo amico XXXTentacion, che conobbe durante il suo periodo in un carcere minorile. A sua volta, Gouldbourne supportò X nella pubblicazione del primo brano di quest'ultimo, intitolato Vice City. Il suo nome d'arte deriva da ciò che letteralmente rappresenta, le ski mask (comunemente note come passamontagna) e "Slump God" che si riferisce al fatto che in passato faceva uso di Xanax. Dopo essere stato rilasciato dalla detenzione, Goulbourne ha fondato il gruppo Very Rare con XXXTentacion e ha pubblicato la sua prima canzone Catch Me nel servizio di streaming SoundCloud. Sempre insieme a XXXTentacion, Goulbourne ha fondato anche un altro gruppo chiamato Members Only, dopo l'uscita di Members Only, Vol. 1 nel 2015. Il mixtape ha avuto tre seguiti: Members Only, Vol. 2, pubblicato il 23 ottobre 2015, Members Only, Vol. 3, il 26 giugno 2017, e Members Only, Vol. 4, il 23 gennaio 2019.
Sulla piattaforma SoundCloud, Goulbourne ha pubblicato numerosi singoli tra i quali Catch Me Outside, Where's the Blow con Lil Pump, Stunt! con UnoTheActivist, Life Is Short, Like a Soccer Mom, Take a Step Back e BabyWipe. Catch Me Outside contiene una versione strumentale del brano She's a Bitch di Missy Elliott. Elliott ha risposto positivamente alla scelta dell'utilizzo del suo brano nel singolo di Goulbourne. Goulbourne si è esibito due volte al Rolling Loud Festival e ha pubblicato canzoni con altri artisti tra cui Offset, Lil Yachty, A$AP Ferg, Lil Peep, Desiigner e Denzel Curry. Goulbourne ha anche collaborato con alcuni artisti dell'etichetta 88Rising tra cui Higher Brothers e Keith Ape. Goulbourne ha anche lavorato con Timbaland, che in precedenza aveva detto di essere il suo produttore preferito.

### Primi mixtape solisti
Nel maggio 2016, Goulbourne ha pubblicato il suo primo mixtape Drown in Designer che includeva i brani Take a Step Back, in seguito certificato Oro, e Where's the Blow.
Nel giugno 2017, Goulbourne ha pubblicato il suo primo mixtape commerciale chiamato YouWillRegret, con la Republic Records. Nel giugno 2018, Goulbourne è stato nominato uno dei Freshman Class 2018 secondo XXL.

### Album di debutto
Il 30 novembre 2018, Goulbourne pubblica il suo album di debutto in studio Stokeley, che include le canzoni Faucet Failure e Nuketown con Juice Wrld. L'album ha raggiunto il picco alla sesta numero nella classifica Billboard 200.

## Stile e influenze
La musica di Gouldbourne è stata influenzata da una grande varietà di rapper della scena old school e new school. Tra gli artisti della old school figurano i Wu-Tang Clan (in particolare Method Man), Redman, DMX, Nas, Lil Wayne,, Busta Rhymes, Missy Elliott e il produttore discografico Timbaland, mentre tra quelli della new school figurano Travis Scott, Young Thug, e Chief Keef. Goulbourne ha anche dichiarato di non avere alcuna influenza musicale principale: "Ascolto ogni genere: rap, rock, classica, heavy metal... A volte ascolto anche Adele".

## Controversie

### Procedimenti giudiziari
Nel 2014, Goulbourne è stato inviato in un centro di detenzione minorile per possesso di marijuana. Nell'agosto 2016, Goulbourne è stato arrestato per guida con patente sospesa, guida senza patente e rapina. È stato successivamente rilasciato su cauzione.

### L'aggressione di Rob Stone a Los Angeles
L'11 aprile 2017, durante un concerto tenutosi al The Fonda Theatre di Los Angeles, Goulbourne è stato allontanato dal palco e poi aggredito da un membro dell'entourage del rapper Rob Stone. L'attacco sarebbe stato istigato da una faida in corso tra i due rapper, a partire da quando Goulbourne si rifiutò di lasciare il palco durante l'atto di apertura di Stone. A causa di ciò, entrambi i rapper sono stati cacciata dall'Outlet Tour di Desiigner, tuttavia Ski Mask è apparso di nuovo nella traccia Up Next. Durante quell'evento, in una stanza dietro le quinte, Ski Mask è stato immortalato mentre faceva un freestyle con dietro un suo amico impegnato in un rapporto sessuale. Il video è stato pubblicato sul sito Pornhub.

### L'aggressione ad un membro del pubblico ad Austin
Il 10 agosto 2018, durante un concerto ad Austin, in Texas, Ski Mask ha chiesto alla folla un momento di silenzio per il suo amico XXXTentacion, dopo l'assassinio nel giugno di quell'anno. Quando un membro del pubblico ha urlato "Fanculo X, quel pezzo di merda che picchiava quella donna!", Ski Mask lo ha minacciato, incoraggiando il pubblico ad urlare che "Manda tutto a puttane!", portando ad una mischia. Mentre la folla picchiava l'uomo, Ski ha suonato Look at Me, una delle canzoni più famose di X, prima che la sicurezza disperdesse il disturbo e scortasse l'uomo fuori dal posto.

## Discografia

### Album in studio
- 2018 – Stokeley
- 2019 – XXXTentacion presents: Members Only, Vol. 4 (con i Members Only)
- 2024 – 11th Dimension

### Mixtape
- 2015 – The Nobodys (con XXXTentacion e YXXXNZ)
- 2015 – Members Only, Vol. 1 (con XXXTentacion)
- 2015 – Members Only, Vol. 2 (con i Members Only)
- 2016 – Drown in Designer
- 2017 – Members Only, Vol. 3 (con i Members Only)
- 2017 – YouWillRegret
- 2018 – Beware the Book of Eli
- 2021 – Sin City the Mixtape

### EP
- 2015 - Cruel World
- 2016 – Very Rare Lost Files
- 2016 – Slaps for My Drop Top Minivan
- 2018 – Get Dough Presents Ski Mask the Slump God
- 2018 – Bury All Defeated (con iLL Chris)
- 2018 – Archives
- 2021 – STOKELEY: The Party Cuts
- 2021 – STOKELEY: The Lawless Cuts

### Singoli
- 2016 – Life Is Short
- 2017 – BabyWipe
- 2017 – Take a Step Back (featuring XXXTentacion)
- 2017 – Catch Me Outside
- 2017 – Achoo (con Keith Ape)
- 2017 – Flo Rida (con Higher Brothers)
- 2018 – DoIHaveTheSause?
- 2019 – Faucet Failure
- 2019 – Carbonated Water
- 2020 – Burn the Hoods
- 2021 – New Bugatti
- 2021 – Life Goes On (Remix) (feat. Trippie Redd e Oliver Tree)
- 2022 – Ooga Booga!
- 2023 – Cowbell Warriors! (con Sxmpra)
- 2024 – Fly Away (con Sheck Wes e JID)
- 2024 – Shibuya
- 2024 – Headrush
- 2025 – Catch Me Outside 2

### Collaborazioni
- 2017 – What in XXXTarnation (XXXTentacion feat. Ski Mask the Slump God)
- 2017 – Cheat Codes (Bass Santana feat. Luxi Savage e Ski Mask the Slump God)
- 2017 – Up Next (16yrold feat. Desiigner e Ski Mask the Slump God)
- 2017 – Heebie Jeebies (Splash Zanotti feat. Ski Mask the Slump God)
- 2018 – Heavy (iLL Chris feay. Ski Mask the Slump God)
- 2019 – Costa Rica (Dreamville feat. Bas, JID, Guapdad 4000, Reese Laflare, Jace, Mez, Smokepurpp, Buddy e Ski Mask the Slump God)
- 2020 – How You Feel (Freestyle) (DJ Scheme feat. Danny Towers, Lil Yachty e Ski Mask the Slump God)
- 2020 – Soda (DJ Scheme feat. Cordae, Ski Mask the Slump God e Take a Daytrip)

## Filmografia
- The After Party, regia di Ian Edelman (2018)